# Fehértói Katalin
Fehértói Katalin, Kiss Lajosné (Debrecen, 1925. november 25. – 2006. május 12.) nyelvész, az első magyar történeti személynévkutatás jeles művelője; névtankutató, Pais Dezső-díjas (2004).

## Életrajza
A család harmadik gyermekeként született. Iskoláit Debrecenben végezte, a református gimnáziumban érettségizett. A gimnáziumi tanulmányainak befejezése után agrártudományi tanulmányokba kezdett, de tanulmányait a háború miatt félbe kellett szakítania. Szülei a közeledő front elől Bécsbe küldték, ahonnan csak a háború befejeződése után tért vissza Debrecenbe. 
1947-ben kötött házasságot Boldogh István állatorvossal, aki Pallagon dolgozott mint egyetemi tanár. 1948-ban leánygyermekük is született. Férje 1950-ben bekövetkező halálát követően Fehértói Katalin 1951-ben Kiss Lajos akadémikusnak, a későbbi neves nyelvésznek a felesége lett, annak 2003 elején bekövetkezett haláláig, kivel szellemi társakként tudományos munkájukban is támogatták egymást. 
1954-ben, amikor Kiss Lajos az ELTE-n elkezdte szlavisztikai aspirantúráját, Budapestre költöztek. Fehértói Katalin ekkor az Országos Idegsebészeti Tudományos Intézet könyvtárosa lett. 1963-ban az ELTE Bölcsészettudományi Karának magyar nyelvészeti könyvtárába került. Tanszéki könyvtárosi munkája mellett elvégezte a magyar–könyvtár szakot, majd egyetemi doktori címet szerzett. 
1972-ben a Schöpf-Mérei Kórház könyvtárában kapott állást, innen ment nyugdíjba is. Kandidátusi értekezését "Magyar személynévadás és társadalmi helyzet a XIV–XVI. században" címmel 1977-ben védte meg.
2006. május 12-én, 81 évesen érte a halál.

## Elismerései
- Munkájának elismeréseként 2004-ben Pais Dezső emlékéremmel és -díjjal tüntették ki.[1]

## Munkássága
Tudományos munkássága a magyar történeti személynévkutatásra összpontosult. Erre a tudományterületre irányította figyelmét az a munka, amelyet az 1960-as évek első felében a készülő TESz. külső munkatársaként végzett: etimológiai szakirodalmat olvasott, és a szócikkírók számára tartalmi kivonatokat készített. 
A nevekkel való foglalkozás felé terelte férjének Kiss Lajosnak hasonló érdeklődése is. Kutatásait több tucat folyóiratcikkben és három könyvben tette közzé. 
Első írása az Árpád-kori ragadványnevekről 1965-ben jelent meg (MNy. 1965: 419–28): ebben a dictusos és a dictus nélküli nevekkel foglalkozott, melyek a családnevek kialakulási folyamatában játszottak fontos szerepet. A ragadványnevekről, illetve a helynevek és a családnevek közötti összefüggésekről később is több cikke jelent meg, miként családneveink és Árpád-kori személyneveink eredetéről is (Nyr. 1994: 430–7, 1995: 180–9). Több írást szentelt konkrét személy- és családneveknek is (például: Bajzát, Csákány, Csoltár, Kacor, Lebediasz vajda, Levente), és néhány, Anonymus művében előforduló névvel is foglalkozott (pl. Velek, Torda: MNy. 1993: 319–28; Csanád, Doboka: MNy. 2001: 15–289).
1983-ban látott napvilágot az "Árpád-kori kis személynévtár" (Nyelvészeti Tanulmányok 25. 388 lap). Ebben öt olyan oklevél anyagát dolgozta föl, amely a legtöbb személynevet tartalmazza, köztük a dömösi prépostság adománylevelét, a Tihanyi Összeírást és a Váradi Regestrumot. A kis személynévtár az öt forrás valamennyi személynevének összes előfordulását tartalmazza szövegkörnyezettel együtt. Névtára tájékoztatást nyújt a 12–13. századi magyar személynevek típusairól, változataikról, gyakoriságukról. Tanulmányozásukkal pontosabb ismeretek szerezhetők a hangtörténet, a helyesírás-történet és az etimológia terén, de a neveket viselő személyek társadalmi állása, foglalkozása, rokonsági viszonyai is megismerhetők. E munkája a magyarországi történeti névtani kutatások alapforrásává vált.
Utolsó, még életében megjelent írásában a -j végű Árpád-kori tulajdonnevekről írt (MNy. 2005: 454–61). Utolsóként írott tanulmányát – a Tihanyi Alapítólevél tulajdonneveinek eredetéről – a Névtani Értesítő közölte.

## Munkái
- A XIV. századi magyar megkülönböztető nevek. Nyelvtudományi értekezések (68). Akadémiai Kiadó, Budapest, 1969.
- Árpád-kori kis személynévtár. Nyelvészeti tanulmányok (25). Akadémiai Kiadó, Budapest, 1983.